# Németország a 2010. évi téli olimpiai játékokon

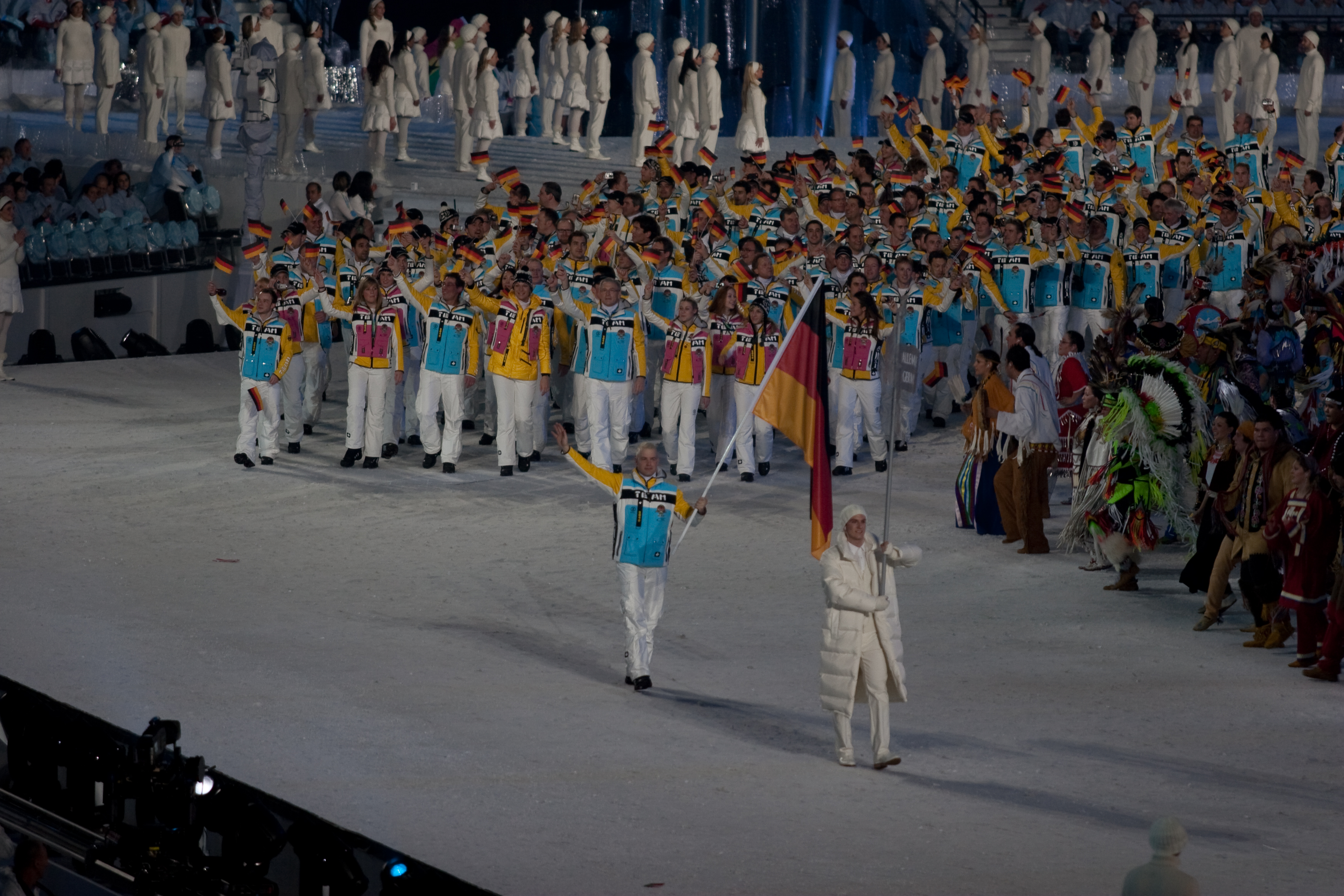
Németország olimpiai küldöttsége a megnyitón

Németország a kanadai Vancouverben megrendezett 2010. évi téli olimpiai játékok egyik részt vevő nemzete volt. Az országot az olimpián 15 sportágban 149 sportoló képviselte, akik összesen 30 érmet szereztek.

## Érmesek
| Érem  | Versenyző                                                                           | Sportág          | Versenyszám             |
| ----- | ----------------------------------------------------------------------------------- | ---------------- | ----------------------- |
| Arany | Viktoria Rebensburg                                                                 | Alpesisí         | Női műlesiklás          |
| Arany | Maria Riesch                                                                        | Alpesisí         | Női óriás-műlesiklás    |
| Arany | Maria Riesch                                                                        | Alpesisí         | Női összetett           |
| Arany | Magdalena Neuner                                                                    | Biatlon          | Női 10 km üldözőverseny |
| Arany | Magdalena Neuner                                                                    | Biatlon          | Női 12,5 km tömegrajtos |
| Arany | André Lange Kevin Kuske                                                             | Bob              | Férfi kettes            |
| Arany | Daniela Anschütz-Thoms Stephanie Beckert Anni Friesinger-Postma Katrin Mattscherodt | Gyorskorcsolya   | Női csapatverseny       |
| Arany | Evi Sachenbacher-Stehle Claudia Nystad                                              | Sífutás          | Női csapatsprint        |
| Arany | Felix Loch                                                                          | Szánkó           | Férfi egyes             |
| Arany | Tatjana Hüfner                                                                      | Szánkó           | Női egyes               |
| Ezüst | Magdalena Neuner                                                                    | Biatlon          | Női 7,5 km sprint       |
| Ezüst | Thomas Florschütz Richard Adjei                                                     | Bob              | Férfi kettes            |
| Ezüst | André Lange René Hoppe Kevin Kuske Martin Putze                                     | Bob              | Férfi négyes            |
| Ezüst | Jenny Wolf                                                                          | Gyorskorcsolya   | Női 500 m               |
| Ezüst | Stephanie Beckert                                                                   | Gyorskorcsolya   | Női 3000 m              |
| Ezüst | Stephanie Beckert                                                                   | Gyorskorcsolya   | Női 5000 m              |
| Ezüst | Tobias Angerer                                                                      | Sífutás          | Férfi 30 km             |
| Ezüst | Axel Teichmann                                                                      | Sífutás          | Férfi 50 km             |
| Ezüst | Tim Tscharnke Axel Teichmann                                                        | Sífutás          | Férfi csapatsprint      |
| Ezüst | Katrin Zeller Evi Sachenbacher-Stehle Miriam Gössner Claudia Nystad                 | Sífutás          | Női 4 × 5 km váltó      |
| Ezüst | Michael Neumayer Andreas Wank Martin Schmitt Michael Uhrmann                        | Síugrás          | Csapat, nagysánc        |
| Ezüst | David Möller                                                                        | Szánkó           | Női egyes               |
| Ezüst | Kerstin Szymkowiak                                                                  | Szkeleton        | Női                     |
| Bronz | Simone Hauswald                                                                     | Biatlon          | Női 12,5 km tömegrajtos |
| Bronz | Kati Wilhelm Simone Hauswald Martina Beck Andrea Henkel                             | Biatlon          | Női 4 × 6 km váltó      |
| Bronz | Johannes Rydzek Tino Edelmann Eric Frenzel Björn Kircheisen                         | Északi összetett | Csapat                  |
| Bronz | Aljona Savchenko Robin Szolkowy                                                     | Műkorcsolya      | Páros                   |
| Bronz | Patric Leitner Alexander Resch                                                      | Szánkó           | Kettes                  |
| Bronz | Natalie Geisenberger                                                                | Szánkó           | Női egyes               |
| Bronz | Anja Huber                                                                          | Szkeleton        | Női                     |

## Alpesisí
Férfi
| Versenyző        | Versenyszám            | 1. futam      | 1. futam      | 2. futam | 2. futam | Összesítés    | Összesítés    |
| Versenyző        | Versenyszám            | Idő           | Hely.         | Idő      | Hely.    | Idő           | Helyezés      |
| ---------------- | ---------------------- | ------------- | ------------- | -------- | -------- | ------------- | ------------- |
| Stephan Keppler  | Lesiklás               |               |               |          |          | 1:56,11       | 24.           |
| Stephan Keppler  | Szuperóriás-műlesiklás |               |               |          |          | nem ért célba | nem ért célba |
| Felix Neureuther | Műlesiklás             | nem ért célba | nem ért célba | kiesett  | kiesett  | kiesett       | kiesett       |
| Felix Neureuther | Óriás-műlesiklás       | 1:18,24       | 13.           | 1:20,82  | 5.       | 2:39,06       | 8.            |

| Versenyző       | Versenyszám | Lesiklás | Lesiklás | Műlesiklás | Műlesiklás | Összesítés | Összesítés |
| Versenyző       | Versenyszám | Idő      | Hely.    | Idő        | Hely.      | Idő        | Helyezés   |
| --------------- | ----------- | -------- | -------- | ---------- | ---------- | ---------- | ---------- |
| Stephan Keppler | Összetett   | 1:56,09  | 24.      | 53,70      | 25.        | 2:49,79    | 24.        |

Női
| Versenyző           | Versenyszám            | 1. futam | 1. futam | 2. futam      | 2. futam      | Összesítés | Összesítés |
| Versenyző           | Versenyszám            | Idő      | Hely.    | Idő           | Hely.         | Idő        | Helyezés   |
| ------------------- | ---------------------- | -------- | -------- | ------------- | ------------- | ---------- | ---------- |
| Fanny Chmelar       | Műlesiklás             | 52,12    | 13.      | kiesett       | kiesett       | kiesett    | kiesett    |
| Christina Geiger    | Műlesiklás             | 52,10    | 10.      | 53,52         | 19.           | 1:45,62    | 14.        |
| Kathrin Hölzl       | Óriás-műlesiklás       | 1:15,81  | 10.      | 1:11,77       | 12.           | 2:27,58    | 6.         |
| Viktoria Rebensburg | Óriás-műlesiklás       | 1:15,47  | 6.       | 1:11,64       | 7.            | 2:27,11    |            |
| Viktoria Rebensburg | Szuperóriás-műlesiklás |          |          |               |               | 1:25,23    | 28.        |
| Maria Riesch        | Lesiklás               |          |          |               |               | 1:46,26    | 8.         |
| Maria Riesch        | Műlesiklás             | 50,75    | 1.       | 52,14         | 3.            | 1:42,89    |            |
| Maria Riesch        | Óriás-műlesiklás       | 1:15,60  | 7.       | 1:12,37       | 20.           | 2:27,97    | 10.        |
| Maria Riesch        | Szuperóriás-műlesiklás |          |          |               |               | 1:21,46    | 8.         |
| Susanne Riesch      | Műlesiklás             | 51,46    | 4.       | nem ért célba | nem ért célba | kiesett    | kiesett    |
| Gina Stechert       | Lesiklás               |          |          |               |               | 1:46,93    | 10.        |
| Gina Stechert       | Szuperóriás-műlesiklás |          |          |               |               | 1:22,21    | 15.        |

| Versenyző     | Versenyszám | Lesiklás | Lesiklás | Műlesiklás    | Műlesiklás    | Összesítés | Összesítés |
| Versenyző     | Versenyszám | Idő      | Hely.    | Idő           | Hely.         | Idő        | Helyezés   |
| ------------- | ----------- | -------- | -------- | ------------- | ------------- | ---------- | ---------- |
| Maria Riesch  | Összetett   | 1:24,49  | 2.       | 44,65         | 7.            | 2:09,14    |            |
| Gina Stechert | Összetett   | 1:25,44  | 6.       | nem ért célba | nem ért célba | kiesett    | kiesett    |

## Biatlon
Férfi'
| Versenyző                                                   | Versenyszám           | Lövőhiba    | Időeredmény | Helyezés |
| ----------------------------------------------------------- | --------------------- | ----------- | ----------- | -------- |
| Andreas Birnbacher                                          | 10 km sprint          | 1 (0+1)     | 26:06,4     | 23.      |
| Andreas Birnbacher                                          | 12,5 km üldözőverseny | 2 (1+0+1+0) | 35:03,4     | 13.      |
| Andreas Birnbacher                                          | 20 km egyéni          | 2 (2+0+0+0) | 50:43,5     | 12.      |
| Andreas Birnbacher                                          | 15 km tömegrajtos     | 3 (0+1+2+0) | 36:30,2     | 15.      |
| Michael Greis                                               | 10 km sprint          | 3 (1+2)     | 25:56,0     | 21.      |
| Michael Greis                                               | 12,5 km üldözőverseny | 1 (0+0+0+1) | 34:39,6     | 5.       |
| Michael Greis                                               | 20 km egyéni          | 2 (0+2+0+0) | 50:37,6     | 10.      |
| Michael Greis                                               | 15 km tömegrajtos     | 3 (0+0+1+2) | 36:10,7     | 10.      |
| Arnd Peiffer                                                | 10 km sprint          | 2 (1+1)     | 26:29,1     | 37.      |
| Arnd Peiffer                                                | 12,5 km üldözőverseny | 4 (0+0+1+3) | 36:44,9     | 37.      |
| Arnd Peiffer                                                | 15 km tömegrajtos     | 2 (0+0+2+0) | 36:44,5     | 17.      |
| Christoph Stephan                                           | 10 km sprint          | 1 (0+1)     | 25:51,1     | 19.      |
| Christoph Stephan                                           | 12,5 km üldözőverseny | 4 (1+0+1+2) | 36:02,3     | 30.      |
| Christoph Stephan                                           | 20 km egyéni          | 3 (1+0+0+2) | 52:33,4     | 29.      |
| Christoph Stephan                                           | 15 km tömegrajtos     | 4 (0+1+1+2) | 37:11,4     | 23.      |
| Alexander Wolf                                              | 20 km egyéni          | 2 (1+0+0+1) | 52:09,0     | 24.      |
| Simon Schempp Andreas Birnbacher Arnd Peiffer Michael Greis | 4 × 7,5 km váltó      | 9 (0+0 2+7) | 1:23:16,0   | 5.       |

Női
| Versenyző                                               | Versenyszám         | Lövőhiba    | Időeredmény | Helyezés |
| ------------------------------------------------------- | ------------------- | ----------- | ----------- | -------- |
| Martina Beck                                            | 15 km egyéni        | 2 (0+2+0+0) | 44:12,0     | 29.      |
| Simone Hauswald                                         | 7,5 km sprint       | 2 (1+1)     | 21:14,1     | 26.      |
| Simone Hauswald                                         | 10 km üldözőverseny | 4 (1+0+1+2) | 31:58,6     | 16.      |
| Simone Hauswald                                         | 12,5 km tömegrajtos | 2 (0+0+2+0) | 35:26,9     |          |
| Andrea Henkel                                           | 7,5 km sprint       | 2 (1+1)     | 21:15,7     | 27.      |
| Andrea Henkel                                           | 10 km üldözőverseny | 3 (1+0+1+1) | 31:40,5     | 10.      |
| Andrea Henkel                                           | 15 km egyéni        | 2 (0+0+1+1) | 42:32,4     | 6.       |
| Andrea Henkel                                           | 12,5 km tömegrajtos | 1 (1+0+0+0) | 36:13,5     | 9.       |
| Magdalena Neuner                                        | 7,5 km sprint       | 1 (0+1)     | 19:57,1     |          |
| Magdalena Neuner                                        | 10 km üldözőverseny | 2 (0+0+1+1) | 30:16,0     |          |
| Magdalena Neuner                                        | 15 km egyéni        | 3 (1+2+0+0) | 42:42,1     | 10.      |
| Magdalena Neuner                                        | 12,5 km tömegrajtos | 2 (1+0+1+0) | 35:19,6     |          |
| Kati Wilhelm                                            | 7,5 km sprint       | 3 (2+1)     | 21:27,2     | 30.      |
| Kati Wilhelm                                            | 10 km üldözőverseny | 1 (0+0+0+1) | 31:43,3     | 12.      |
| Kati Wilhelm                                            | 15 km egyéni        | 1 (0+0+1+0) | 41:57,3     | 4.       |
| Kati Wilhelm                                            | 12,5 km tömegrajtos | 5 (1+3+1+0) | 38:37,7     | 25.      |
| Kati Wilhelm Simone Hauswald Martina Beck Andrea Henkel | 4 × 6 km váltó      | 5 (0+2 0+3) | 1:10:13,4   |          |

## Bob
Férfi
| Versenyző                                                     | Versenyszám | 1. futam | 1. futam | 2. futam | 2. futam | 3. futam | 3. futam | 4. futam | 4. futam | Összesítés | Összesítés |
| Versenyző                                                     | Versenyszám | Idő      | Hely.    | Idő      | Hely.    | Idő      | Hely.    | Idő      | Hely.    | Idő        | Helyezés   |
| ------------------------------------------------------------- | ----------- | -------- | -------- | -------- | -------- | -------- | -------- | -------- | -------- | ---------- | ---------- |
| Karl Angerer Alexander Mann                                   | Kettes      | 52,23    | 11.      | 52,43    | 10.      | 52,19    | 10.      | 52,44    | 13.*     | 3:29,29    | 9.         |
| Thomas Florschütz Richard Adjei                               | Kettes      | 51,57    | 1.       | 51,85    | 2.       | 51,62    | 2.       | 51,83    | 2.       | 3:26,87    |            |
| André Lange Kevin Kuske                                       | Kettes      | 51,59    | 2.       | 51,72    | 1.       | 51,57    | 1.       | 51,77    | 1.       | 3:26,65    |            |
| Karl Angerer Andreas Bredau Alexander Mann Gregor Bermbach    | Négyes      | 51,18    | 5.       | 51,41    | 10.      | 51,70    | 8.*      | 51,77    | 9.       | 3:26,06    | 7.         |
| Thomas Florschütz Ronny Listner Andreas Barucha Richard Adjei | Négyes      | 51,14    | 3.*      | 51,05    | 3.       | 51,29    | 3.       | 51,36    | 1.       | 3:25,58    | 4.         |
| André Lange Kevin Kuske Alexander Rödiger Martin Putze        | Négyes      | 51,14    | 3.*      | 51,05    | 3.       | 51,29    | 3.       | 51,36    | 1.       | 3:24,84    |            |

* - egy másik csapattal azonos időt értek el
Női
| Versenyző                       | Versenyszám | 1. futam | 1. futam | 2. futam | 2. futam | 3. futam | 3. futam | 4. futam | 4. futam | Összesítés | Összesítés |
| Versenyző                       | Versenyszám | Idő      | Hely.    | Idő      | Hely.    | Idő      | Hely.    | Idő      | Hely.    | Idő        | Helyezés   |
| ------------------------------- | ----------- | -------- | -------- | -------- | -------- | -------- | -------- | -------- | -------- | ---------- | ---------- |
| Sandra Kiriasis Christin Senkel | Kettes      | 53,41    | 4.       | 53,23    | 4.       | 53,58    | 7.       | 53,59    | 5.       | 3:33,81    | 4.         |
| Cathleen Martini Romy Logsch    | Kettes      | 53,28    | 2.*      | 53,32    | 5.       | 53,39    | 4.       | kizárták | kizárták | kiesett    | kiesett    |
| Claudia Schramm Janine Tischer  | Kettes      | 53,65    | 6.       | 53,57    | 8.       | 53,81    | 8.       | 53,65    | 6.*      | 3:34,68    | 7.         |

* - egy másik csapattal azonos időt értek el

## Curling

### Férfi
- Andreas Kapp
- Daniel Herberg
- Holger Höhne
- Andreas Kempf
- Andreas Lang

#### Eredmények
Csoportkör
| Nemzet           | Szkip          | Gy | V | P+ | P- | Gy end | V end | D end | Saját rabolt endek | Ellenfél rabolt endek | Lökés % |
| ---------------- | -------------- | -- | - | -- | -- | ------ | ----- | ----- | ------------------ | --------------------- | ------- |
| Kanada           | Kevin Martin   | 9  | 0 | 75 | 36 | 36     | 28    | 14    | 2                  | 4                     | 85      |
| Norvégia         | Thomas Ulsrud  | 7  | 2 | 64 | 43 | 40     | 32    | 15    | 7                  | 1                     | 84      |
| Svájc            | Ralph Stöckli  | 6  | 3 | 53 | 45 | 35     | 33    | 20    | 8                  | 9                     | 81      |
| Svédország       | Niklas Edin    | 5  | 4 | 50 | 52 | 34     | 36    | 20    | 6                  | 8                     | 82      |
| Nagy-Britannia   | David Murdoch  | 5  | 4 | 57 | 44 | 35     | 29    | 20    | 9                  | 4                     | 81      |
| Németország      | Andy Kapp      | 4  | 5 | 48 | 60 | 35     | 38    | 11    | 9                  | 8                     | 75      |
| Franciaország    | Thomas Dufour  | 3  | 6 | 31 | 58 | 22     | 34    | 16    | 7                  | 13                    | 73      |
| Kína             | Vang Feng-csun | 2  | 7 | 52 | 60 | 37     | 37    | 9     | 7                  | 5                     | 77      |
| Dánia            | Ulrik Schmidt  | 2  | 7 | 40 | 57 | 31     | 29    | 12    | 6                  | 6                     | 78      |
| Egyesült Államok | John Shuster   | 2  | 7 | 43 | 59 | 32     | 41    | 18    | 9                  | 12                    | 76      |

- február 16., 9:00

| Sheet C            | Sheet C                    | 1 | 2 | 3 | 4 | 5 | 6 | 7 | 8 | 9 | 10 | VE |
| 1. end utolsó köve | Egyesült Államok (Shuster) | 0 | 1 | 0 | 2 | 0 | 0 | 1 | 0 | 1 | X  | 5  |
|                    | Németország (Kapp)         | 1 | 0 | 2 | 0 | 1 | 1 | 0 | 2 | 0 | X  | 7  |

- február 16., 19:00

| Sheet A            | Sheet A            | 1 | 2 | 3 | 4 | 5 | 6 | 7 | 8 | 9 | 10 | VE |
| 1. end utolsó köve | Kanada (Martin)    | 2 | 0 | 0 | 0 | 2 | 0 | 3 | 0 | 2 | X  | 9  |
|                    | Németország (Kapp) | 0 | 0 | 2 | 0 | 0 | 1 | 0 | 1 | 0 | X  | 4  |

- február 17., 14:00

| Sheet D            | Sheet D            | 1 | 2 | 3 | 4 | 5 | 6 | 7 | 8 | 9 | 10 | VE |
| 1. end utolsó köve | Németország (Kapp) | 1 | 0 | 0 | 1 | 1 | 0 | 0 | 0 | 0 | 0  | 3  |
|                    | Svédország (Edin)  | 0 | 0 | 2 | 0 | 0 | 1 | 0 | 1 | 0 | 2  | 6  |

- február 18., 9:00

| Sheet B            | Sheet B            | 1 | 2 | 3 | 4 | 5 | 6 | 7 | 8 | 9 | 10 | VE |
| 1. end utolsó köve | Németország (Kapp) | 0 | 1 | 0 | 1 | 0 | 1 | 0 | 0 | 1 | 0  | 4  |
|                    | Norvégia (Ulsrud)  | 1 | 0 | 2 | 0 | 2 | 0 | 1 | 0 | 0 | 1  | 7  |

- február 19., 14:00

| Sheet A            | Sheet A            | 1 | 2 | 3 | 4 | 5 | 6 | 7 | 8 | 9 | 10 | VE |
|                    | Németország (Kapp) | 0 | 0 | 1 | 0 | 1 | 1 | 1 | 0 | 3 | 0  | 7  |
| 1. end utolsó köve | Svájc (Stöckli)    | 2 | 0 | 0 | 2 | 0 | 0 | 0 | 1 | 0 | 1  | 6  |

- február 20., 9:00

| Sheet B            | Sheet B                | 1 | 2 | 3 | 4 | 5 | 6 | 7 | 8 | 9 | 10 | VE |
|                    | Franciaország (Dufour) | 0 | 0 | 3 | 1 | 0 | 0 | 0 | 0 | X | X  | 4  |
| 1. end utolsó köve | Németország (Kapp)     | 2 | 0 | 0 | 0 | 2 | 1 | 2 | 2 | X | X  | 9  |

- február 21., 14:00

| Sheet D            | Sheet D            | 1 | 2 | 3 | 4 | 5 | 6 | 7 | 8 | 9 | 10 | VE |
| 1. end utolsó köve | Dánia (Schmidt)    | 1 | 0 | 0 | 4 | 1 | 0 | 2 | 0 | 1 | X  | 9  |
|                    | Németország (Kapp) | 0 | 2 | 0 | 0 | 0 | 2 | 0 | 1 | 0 | X  | 5  |

- február 22., 9:00

| Sheet C            | Sheet C            | 1 | 2 | 3 | 4 | 5 | 6 | 7 | 8 | 9 | 10 | VE |
| 1. end utolsó köve | Németország (Kapp) | 0 | 0 | 1 | 0 | 2 | 1 | 0 | 2 | 0 | 1  | 7  |
|                    | Kína (Vang)        | 2 | 1 | 0 | 1 | 0 | 0 | 1 | 0 | 1 | 0  | 6  |

- február 22., 19:00

| Sheet B            | Sheet B                  | 1 | 2 | 3 | 4 | 5 | 6 | 7 | 8 | 9 | 10 | VE |
|                    | Németország (Kapp)       | 0 | 0 | 0 | 0 | 1 | 0 | 1 | 0 | X | X  | 2  |
| 1. end utolsó köve | Nagy-Britannia (Murdoch) | 1 | 0 | 1 | 2 | 0 | 2 | 0 | 2 | X | X  | 8  |

| Csapat      | Helyezés |
| ----------- | -------- |
| Németország | 6.       |

### Női
- Andrea Schöpp
- Stella Heiß
- Melanie Robillard
- Corinna Scholz
- Monika Wagner

#### Eredmények
Csoportkör
| Nemzet           | Szkip               | Gy | V | P+ | P- | Gy end | V end | D end | Saját rabolt endek | Ellenfél rabolt endek | Lökés % |
| ---------------- | ------------------- | -- | - | -- | -- | ------ | ----- | ----- | ------------------ | --------------------- | ------- |
| Kanada           | Cheryl Bernard      | 8  | 1 | 56 | 37 | 27     | 20    | 15    | 5                  | 2                     | 79      |
| Svédország       | Anette Norberg      | 7  | 2 | 46 | 46 | 24     | 19    | 8     | 4                  | 1                     | 77      |
| Kína             | Vang Ping-jü        | 6  | 3 | 61 | 47 | 39     | 37    | 11    | 7                  | 8                     | 74      |
| Svájc            | Mirjam Ott          | 6  | 3 | 63 | 46 | 16     | 17    | 4     | 0                  | 1                     | 77      |
| Dánia            | Angelina Jensen     | 4  | 5 | 49 | 61 | 26     | 35    | 15    | 0                  | 7                     | 69      |
| Németország      | Andrea Schöpp       | 3  | 6 | 52 | 56 | 35     | 40    | 15    | 3                  | 6                     | 75      |
| Japán            | Meguro Moe          | 3  | 6 | 58 | 60 | 15     | 16    | 8     | 3                  | 2                     | 74      |
| Oroszország      | Ljudmila Privivkova | 3  | 6 | 53 | 60 | 31     | 30    | 6     | 4                  | 3                     | 81      |
| Nagy-Britannia   | Eve Muirhead        | 3  | 6 | 49 | 53 | 13     | 11    | 5     | 5                  | 4                     | 74      |
| Egyesült Államok | Debbie McCormick    | 2  | 7 | 38 | 59 | 17     | 18    | 2     | 3                  | 1                     | 75      |

- február 16., 14:00

| Sheet C            | Sheet C                  | 1 | 2 | 3 | 4 | 5 | 6 | 7 | 8 | 9 | 10 | VE |
| 1. end utolsó köve | Németország (Schöpp)     | 2 | 0 | 2 | 0 | 1 | 0 | 0 | 1 | 0 | 3  | 9  |
|                    | Oroszország (Privivkova) | 0 | 1 | 0 | 1 | 0 | 0 | 1 | 0 | 2 | 0  | 5  |

- február 17., 9:00

| Sheet B            | Sheet B                      | 1 | 2 | 3 | 4 | 5 | 6 | 7 | 8 | 9 | 10 | VE |
| 1. end utolsó köve | Németország (Schöpp)         | 1 | 0 | 0 | 0 | 3 | 0 | 0 | 2 | 0 | 0  | 6  |
|                    | Egyesült Államok (McCormick) | 0 | 0 | 0 | 1 | 0 | 1 | 1 | 0 | 1 | 1  | 5  |

- február 18., 14:00

| Sheet A            | Sheet A              | 1 | 2 | 3 | 4 | 5 | 6 | 7 | 8 | 9 | 10 | 11 | VE |
|                    | Kanada (Bernard)     | 0 | 0 | 0 | 2 | 0 | 2 | 0 | 1 | 0 | 0  | 1  | 6  |
| 1. end utolsó köve | Németország (Schöpp) | 0 | 1 | 0 | 0 | 1 | 0 | 1 | 0 | 1 | 1  | 0  | 5  |

- február 19., 9:00

| Sheet A            | Sheet A                   | 1 | 2 | 3 | 4 | 5 | 6 | 7 | 8 | 9 | 10 | VE |
|                    | Németország (Schöpp)      | 1 | 0 | 0 | 0 | 2 | 0 | 0 | 1 | 0 | X  | 4  |
| 1. end utolsó köve | Nagy-Britannia (Muirhead) | 0 | 1 | 1 | 1 | 0 | 0 | 1 | 0 | 3 | X  | 7  |

- február 20., 14:00

| Sheet D            | Sheet D              | 1 | 2 | 3 | 4 | 5 | 6 | 7 | 8 | 9 | 10 | 11 | VE |
|                    | Németország (Schöpp) | 0 | 1 | 0 | 2 | 0 | 2 | 0 | 1 | 0 | 1  | 0  | 7  |
| 1. end utolsó köve | Kína (Vang)          | 1 | 0 | 1 | 0 | 2 | 0 | 2 | 0 | 1 | 0  | 2  | 9  |

- február 21., 9:00

| Sheet B            | Sheet B              | 1 | 2 | 3 | 4 | 5 | 6 | 7 | 8 | 9 | 10 | VE |
|                    | Németország (Schöpp) | 0 | 0 | 1 | 0 | 0 | 0 | 1 | 0 | 3 | 0  | 5  |
| 1. end utolsó köve | Dánia (Jensen)       | 0 | 3 | 0 | 0 | 0 | 1 | 0 | 1 | 0 | 1  | 6  |

- február 21., 19:00

| Sheet C            | Sheet C              | 1 | 2 | 3 | 4 | 5 | 6 | 7 | 8 | 9 | 10 | VE |
|                    | Japán (Meguro)       | 0 | 0 | 0 | 1 | 0 | 2 | 0 | 1 | 0 | 2  | 6  |
| 1. end utolsó köve | Németország (Schöpp) | 0 | 2 | 1 | 0 | 1 | 0 | 1 | 0 | 2 | 0  | 7  |

- február 23., 9:00

| Sheet B            | Sheet B              | 1 | 2 | 3 | 4 | 5 | 6 | 7 | 8 | 9 | 10 | VE |
|                    | Svájc (Ott)          | 0 | 0 | 0 | 0 | 1 | 1 | 0 | 1 | 1 | X  | 4  |
| 1. end utolsó köve | Németország (Schöpp) | 0 | 0 | 1 | 0 | 0 | 0 | 1 | 0 | 0 | X  | 2  |

- február 23., 19:00

| Sheet D            | Sheet D              | 1 | 2 | 3 | 4 | 5 | 6 | 7 | 8 | 9 | 10 | VE |
| 1. end utolsó köve | Svédország (Norberg) | 2 | 0 | 3 | 0 | 2 | 0 | 1 | 0 | 0 | 0  | 8  |
|                    | Németország (Schöpp) | 0 | 2 | 0 | 2 | 0 | 0 | 0 | 2 | 0 | 1  | 7  |

| Csapat      | Helyezés |
| ----------- | -------- |
| Németország | 6.       |

## Északi összetett
| Versenyző                                                   | Versenyszám        | Síugrás | Síugrás | Síugrás    | Sífutás | Sífutás | Összesítés | Összesítés |
| Versenyző                                                   | Versenyszám        | Pont    | Hely.   | Időhátrány | Idő     | Hely.   | Idő        | Helyezés   |
| ----------------------------------------------------------- | ------------------ | ------- | ------- | ---------- | ------- | ------- | ---------- | ---------- |
| Tino Edelmann                                               | Normálsánc + 10 km | 119,0   | 16.*    | +1:06      | 25:41,6 | 24.     | 26:47,6    | 18.        |
| Tino Edelmann                                               | Nagysánc + 10 km   | 86,3    | 35.     | +2:43      | 25:52,0 | 22.     | 28:35,0    | 29.        |
| Eric Frenzel                                                | Normálsánc + 10 km | 119,0   | 16.*    | +1:06      | 25:17,2 | 12.     | 26:23,2    | 10.        |
| Eric Frenzel                                                | Nagysánc + 10 km   | 74,2    | 41.     | +3:31      | 26:12,6 | 30.     | 29:43,6    | 40.        |
| Björn Kircheisen                                            | Normálsánc + 10 km | 118,5   | 19.     | +1:08      | 26:01,3 | 29.     | 27:09,3    | 22.        |
| Björn Kircheisen                                            | Nagysánc + 10 km   | 108,8   | 12.     | +1:13      | 26:33,5 | 37.     | 27:46,5    | 20.        |
| Georg Hettich                                               | Nagysánc + 10 km   | 106,3   | 17.     | +1:23      | 26:32,5 | 36.     | 27:55,5    | 24.        |
| Johannes Rydzek                                             | Normálsánc + 10 km | 112,0   | 30.*    | +1:34      | 25:51,3 | 28.     | 27:25,3    | 28.        |
| Johannes Rydzek Tino Edelmann Eric Frenzel Björn Kircheisen | Csapat             | 473,3   | 6.      | +0:45      | 49:06,1 | 2.      | 49:51,1    |            |

* - egy másik versenyzővel azonos eredményt ért el

## Gyorskorcsolya
Férfi
| Versenyző       | Versenyszám | 1. futam | 1. futam | 2. futam | 2. futam | Eredmény | Helyezés |
| Versenyző       | Versenyszám | Idő      | Hely.    | Idő      | Hely.    | Eredmény | Helyezés |
| --------------- | ----------- | -------- | -------- | -------- | -------- | -------- | -------- |
| Patrick Beckert | 5000 m      |          |          |          |          | 6:36,02  | 22.      |
| Nico Ihle       | 500 m       | 35,532   | 19.      | 35,539   | 18.      | 71,071   | 18.      |
| Nico Ihle       | 1000 m      |          |          |          |          | 1:11,04  | 25.      |
| Robert Lehmann  | 5000 m      |          |          |          |          | 6:43,77  | 26.      |
| Samuel Schwarz  | 500 m       | 35,795   | 24.      | 35,715   | 21.      | 71,510   | 23.      |
| Samuel Schwarz  | 1000 m      |          |          |          |          | 1:10,45  | 16.      |
| Samuel Schwarz  | 1500 m      |          |          |          |          | 1:50,07  | 32.      |
| Marco Weber     | 5000 m      |          |          |          |          | 6:36,45  | 23.      |
| Marco Weber     | 10 000 m    |          |          |          |          | 13:35,73 | 10.      |

Női
| Versenyző              | Versenyszám | 1. futam | 1. futam | 2. futam | 2. futam | Eredmény | Helyezés |
| Versenyző              | Versenyszám | Idő      | Hely.    | Idő      | Hely.    | Eredmény | Helyezés |
| ---------------------- | ----------- | -------- | -------- | -------- | -------- | -------- | -------- |
| Monique Angermüller    | 500 m       | 38,761   | 10.      | 38,830   | 14.      | 77,591   | 11.      |
| Monique Angermüller    | 1000 m      |          |          |          |          | 1:18,179 | 22.      |
| Monique Angermüller    | 1500 m      |          |          |          |          | 1:59,46  | 13.      |
| Daniela Anschütz-Thoms | 1500 m      |          |          |          |          | 1:58,85  | 10.      |
| Daniela Anschütz-Thoms | 3000 m      |          |          |          |          | 4:04,87  | 4.       |
| Daniela Anschütz-Thoms | 5000 m      |          |          |          |          | 6:58,64  | 4.       |
| Stephanie Beckert      | 3000 m      |          |          |          |          | 4:04,62  |          |
| Stephanie Beckert      | 5000 m      |          |          |          |          | 6:51,39  |          |
| Anni Friesinger-Postma | 1000 m      |          |          |          |          | 1:17,71  | 14.      |
| Anni Friesinger-Postma | 1500 m      |          |          |          |          | 1:58,67  | 9.       |
| Judith Hesse           | 500 m       | 39,357   | 23.      | 39,486   | 30.      | 78,843   | 28.      |
| Katrin Mattscherodt    | 3000 m      |          |          |          |          | 4:13,72  | 13.      |
| Katrin Mattscherodt    | 5000 m      |          |          |          |          | kizárták | kizárták |
| Isabell Ost            | 1500 m      |          |          |          |          | 2:01,69  | 22.      |
| Jenny Wolf             | 500 m       | 38,307   | 2.       | 37,838   | 1.       | 76,145   |          |
| Jenny Wolf             | 1000 m      |          |          |          |          | 1:17,91  | 17.      |

Csapatverseny
| Versenyző                                                                           | Versenyszám | Negyeddöntő                                                                   | Negyeddöntő | Elődöntő                                                                                            | Elődöntő  | Döntő | Döntő                                                              | Döntő     | Helyezés |
| Versenyző                                                                           | Versenyszám | Ellenfél Idő                                                                  | Saját idő   | Ellenfél Idő                                                                                        | Saját idő | Típus | Ellenfél Idő                                                       | Saját idő | Helyezés |
| ----------------------------------------------------------------------------------- | ----------- | ----------------------------------------------------------------------------- | ----------- | --------------------------------------------------------------------------------------------------- | --------- | ----- | ------------------------------------------------------------------ | --------- | -------- |
| Daniela Anschütz-Thoms Stephanie Beckert Anni Friesinger-Postma Katrin Mattscherodt | Női         | Hollandia (NED) · Renate Groenewold · Diane Valkenburg · Ireen Wüst · 3:03,38 | 3:01,95     | Egyesült Államok (USA) · Jennifer Rodriguez · Jilleanne Rookard · Nancy Swider-Peltz, Jr. · 3:03,78 | 3:03,55   | A     | Japán (JPN) · Hozumi Maszako · Kodaira Nao · Tabata Maki · 3:02,84 | 3:02,82   |          |

## Jégkorong

### Férfi
| Német nemzeti férfi jégkorongcsapat-játékoskeret | Német nemzeti férfi jégkorongcsapat-játékoskeret | Német nemzeti férfi jégkorongcsapat-játékoskeret | Német nemzeti férfi jégkorongcsapat-játékoskeret | Német nemzeti férfi jégkorongcsapat-játékoskeret | Német nemzeti férfi jégkorongcsapat-játékoskeret | Német nemzeti férfi jégkorongcsapat-játékoskeret |
| #                                                | Név                                              | Poszt                                            | Magasság                                         | Súly                                             | Kor                                              | Klub                                             |
| ------------------------------------------------ | ------------------------------------------------ | ------------------------------------------------ | ------------------------------------------------ | ------------------------------------------------ | ------------------------------------------------ | ------------------------------------------------ |
| 1                                                | Thomas Greiss                                    | K                                                | 185 cm                                           | 86 kg                                            | 1986. január 26. (24 évesen)                     | San Jose Sharks                                  |
| 32                                               | Dimitri Pätzold                                  | K                                                | 193 cm                                           | 99 kg                                            | 1983. február 3. (27 évesen)                     | ERC Ingolstadt                                   |
| 44                                               | Dennis Endras                                    | K                                                | 182 cm                                           | 72 kg                                            | 1985. július 14. (24 évesen)                     | Augsburger Panther                               |
| 5                                                | Korbinian Holzer                                 | V                                                | 190 cm                                           | 93 kg                                            | 1988. február 16. (22 évesen)                    | DEG Metro Stars                                  |
| 6                                                | Sven Butenschön                                  | V                                                | 192 cm                                           | 96 kg                                            | 1976. március 22. (33 évesen)                    | Adler Mannheim                                   |
| 7                                                | Chris Schmidt                                    | V                                                | 189 cm                                           | 91 kg                                            | 1976. március 1. (33 évesen)                     | Adler Mannheim                                   |
| 10                                               | Christian Ehrhoff                                | V                                                | 188 cm                                           | 90 kg                                            | 1982. július 6. (27 évesen)                      | Vancouver Canucks                                |
| 22                                               | Michael Bakos                                    | V                                                | 190 cm                                           | 90 kg                                            | 1979. március 2. (30 évesen)                     | ERC Ingolstadt                                   |
| 38                                               | Jakub Ficenec                                    | V                                                | 179 cm                                           | 89 kg                                            | 1977. február 11. (33 évesen)                    | ERC Ingolstadt                                   |
| 52                                               | Alexander Sulzer                                 | V                                                | 185 cm                                           | 94 kg                                            | 1984. május 30. (25 évesen)                      | Nashville Predators                              |
| 84                                               | Dennis Seidenberg A                              | V                                                | 193 cm                                           | 95 kg                                            | 1981. július 18. (28 évesen)                     | Florida Panthers                                 |
| 9                                                | Manuel Klinge                                    | T                                                | 180 cm                                           | 80 kg                                            | 1984. szeptember 5. (25 évesen)                  | Kassel Huskies                                   |
| 11                                               | Sven Felski A                                    | T                                                | 180 cm                                           | 76 kg                                            | 1974. november 18. (35 évesen)                   | Eisbären Berlin                                  |
| 15                                               | T. J. Mulock                                     | T                                                | 183 cm                                           | 88 kg                                            | 1985. február 26. (24 évesen)                    | Eisbären Berlin                                  |
| 16                                               | Michael Wolf                                     | T                                                | 178 cm                                           | 75 kg                                            | 1981. január 24. (29 évesen)                     | Iserlohn Roosters                                |
| 17                                               | Jochen Hecht                                     | T                                                | 185 cm                                           | 90 kg                                            | 1977. június 21. (32 évesen)                     | Buffalo Sabres                                   |
| 18                                               | Kai Hospelt                                      | T                                                | 185 cm                                           | 85 kg                                            | 1985. augusztus 23. (24 évesen)                  | Grizzly Adams Wolfsburg                          |
| 19                                               | Marco Sturm C                                    | T                                                | 181 cm                                           | 88 kg                                            | 1978. szeptember 8. (31 évesen)                  | Boston Bruins                                    |
| 21                                               | John Tripp                                       | T                                                | 191 cm                                           | 104 kg                                           | 1977. május 4. (32 évesen)                       | Hamburg Freezers                                 |
| 24                                               | André Rankel                                     | T                                                | 186 cm                                           | 89 kg                                            | 1985. augusztus 27. (24 évesen)                  | Eisbären Berlin                                  |
| 25                                               | Marcel Müller                                    | T                                                | 193 cm                                           | 104 kg                                           | 1988. július 10. (21 évesen)                     | Kölner Haie                                      |
| 39                                               | Thomas Greilinger                                | T                                                | 180 cm                                           | 110 kg                                           | 1981. augusztus 6. (28 évesen)                   | ERC Ingolstadt                                   |
| 57                                               | Marcel Goc                                       | T                                                | 185 cm                                           | 92 kg                                            | 1983. augusztus 24. (26 évesen)                  | Nashville Predators                              |
| Vezetőedző: Uwe Krupp                            | Vezetőedző: Uwe Krupp                            | Vezetőedző: Uwe Krupp                            | Vezetőedző: Uwe Krupp                            | Vezetőedző: Uwe Krupp                            | 1965. június 24. (44 évesen)                     | 1965. június 24. (44 évesen)                     |

- Posztok rövidítései: K – Kapus, V – Védő, T – Támadó
- Kor: 2010. február 16-i kora

#### Eredmények
Csoportkör
C csoport
| Csapat                 | M | Gy | HGy | HV | V | G+ | G- | Gk | P |
| ---------------------- | - | -- | --- | -- | - | -- | -- | -- | - |
| Svédország (SWE)       | 3 | 3  | 0   | 0  | 0 | 9  | 2  | +7 | 9 |
| Finnország (FIN)       | 3 | 2  | 0   | 0  | 1 | 10 | 4  | +6 | 6 |
| Fehéroroszország (BLR) | 3 | 1  | 0   | 0  | 2 | 8  | 12 | –4 | 3 |
| Németország (GER)      | 3 | 0  | 0   | 0  | 3 | 3  | 12 | –9 | 0 |

| 2010. február 17. 16:30 | Svédország (SWE) | 2–0 (0–0, 2–0, 0–0) | Németország (GER) | Canada Hockey Place, Vancouver Nézőszám: 16 966 |

| Jegyzőkönyv                                                                                           | Jegyzőkönyv      | Jegyzőkönyv | Jegyzőkönyv   | Jegyzőkönyv                               |
| --- | ---------------- | ----------- | ------------- | ----------------------------------------- |
| | Henrik Lundqvist | Kapusok     | Thomas Greiss | Játékvezetők: Marc Joannette Guy Pellerin |
| \| Öhlund (Enström, Weinhandl) (PP) – 24:29 \| 1–0 \| \| \| Eriksson (Bäckström) – 34:13 \| 2–0 \| \| |                  |             |               | Játékvezetők: Marc Joannette Guy Pellerin |
| 18 perc                                                                                               | Büntetések       | 22 perc     |               | Játékvezetők: Marc Joannette Guy Pellerin |
| 25 | Lövések          | 21          |               | Játékvezetők: Marc Joannette Guy Pellerin |
| Öhlund (Enström, Weinhandl) (PP) – 24:29                                                              | 1–0              |             |               | Játékvezetők: Marc Joannette Guy Pellerin |
| Eriksson (Bäckström) – 34:13                                                                          | 2–0              |             |               | Játékvezetők: Marc Joannette Guy Pellerin |

| 2010. február 19. 21:00 | Finnország (FIN) | 5–0 (1–0, 2–0, 2–0) | Németország (GER) | Canada Hockey Place, Vancouver Nézőszám: 16 662 |

| Jegyzőkönyv | Jegyzőkönyv      | Jegyzőkönyv | Jegyzőkönyv     | Jegyzőkönyv                                   |
| --- | ---------------- | ----------- | --------------- | --------------------------------------------- |
| | Niklas Bäckström | Kapusok     | Dimitri Pätzold | Játékvezetők: Vjacseszlav Bulanov Brad Watson |
| \| T. Ruutu (Niskala, Hagman) (PP) – 04:21 \| 1–0 \| \| \| Timonen (S. Koivu, Jokinen) (PP) – 24:04 \| 2–0 \| \| \| Timonen (Salo, Selänne) (PP) – 36:03 \| 3–0 \| \| \| J. Ruutu (Peltonen, Kapanen) – 47:10 \| 4–0 \| \| \| Pitkänen (Hagman) (PP) – 49:01 \| 5–0 \| \| |                  |             |                 | Játékvezetők: Vjacseszlav Bulanov Brad Watson |
| 6 perc | Büntetések       | 12 perc     |                 | Játékvezetők: Vjacseszlav Bulanov Brad Watson |
| 35 | Lövések          | 24          |                 | Játékvezetők: Vjacseszlav Bulanov Brad Watson |
| T. Ruutu (Niskala, Hagman) (PP) – 04:21 | 1–0              |             |                 | Játékvezetők: Vjacseszlav Bulanov Brad Watson |
| Timonen (S. Koivu, Jokinen) (PP) – 24:04 | 2–0              |             |                 | Játékvezetők: Vjacseszlav Bulanov Brad Watson |
| Timonen (Salo, Selänne) (PP) – 36:03 | 3–0              |             |                 | Játékvezetők: Vjacseszlav Bulanov Brad Watson |
| J. Ruutu (Peltonen, Kapanen) – 47:10 | 4–0              |             |                 |                                               |
| Pitkänen (Hagman) (PP) – 49:01 | 5–0              |             |                 |                                               |

| 2010. február 20. 21:00 | Németország (GER) | 3–5 (1–1, 0–1, 2–3) | Fehéroroszország (BLR) | Canada Hockey Place, Vancouver Nézőszám: 16 979 |

| Jegyzőkönyv | Jegyzőkönyv   | Jegyzőkönyv                                | Jegyzőkönyv   | Jegyzőkönyv                               |
| --- | ------------- | ------------------------------------------ | ------------- | ----------------------------------------- |
| | Thomas Greiss | Kapusok                                    | Vitalij Koval | Játékvezetők: Danny Kurmann Bill McCreary |
| \| Seidenberg (Sturm, Goc) (PP) – 05:39 \| 1–0 \| \| \| \| 1–1 \| 10:43 – Uharav \| \| \| 1–2 \| 28:36 – Kaljuzsni (Kaszcicin, Sztaszenka) \| \| \| 1–3 \| 51:10 – Kaszcicin (Kalcov) \| \| Tripp (Rankel) – 51:49 \| 2–3 \| \| \| Goc (Hecht) – 52:10 \| 3–3 \| \| \| \| 3–4 \| 54:36 – Szalej (Kaljuzsni, Kaszcicin) (PP) \| \| \| 3–5 \| 58:45 – Kaljuzsni (Kalcov, Kaszcicin) \| |               |                                            |               | Játékvezetők: Danny Kurmann Bill McCreary |
| 8 perc | Büntetések    | 6 perc                                     |               | Játékvezetők: Danny Kurmann Bill McCreary |
| 40 | Lövések       | 17                                         |               | Játékvezetők: Danny Kurmann Bill McCreary |
| Seidenberg (Sturm, Goc) (PP) – 05:39 | 1–0           |                                            |               | Játékvezetők: Danny Kurmann Bill McCreary |
| | 1–1           | 10:43 – Uharav                             |               | Játékvezetők: Danny Kurmann Bill McCreary |
| | 1–2           | 28:36 – Kaljuzsni (Kaszcicin, Sztaszenka)  |               | Játékvezetők: Danny Kurmann Bill McCreary |
| | 1–3           | 51:10 – Kaszcicin (Kalcov)                 |               |                                           |
| Tripp (Rankel) – 51:49 | 2–3           |                                            |               |                                           |
| Goc (Hecht) – 52:10 | 3–3           |                                            |               |                                           |
| | 3–4           | 54:36 – Szalej (Kaljuzsni, Kaszcicin) (PP) |               |                                           |
| | 3–5           | 58:45 – Kaljuzsni (Kalcov, Kaszcicin)      |               |                                           |

Rájátszás a negyeddöntőbe jutásért
| 2010. február 23. 16:30 | Kanada (CAN) | 8–2 (1–0, 3–1, 4–1) | Németország (GER) | Canada Hockey Place, Vancouver Nézőszám: 17 723 |

| Jegyzőkönyv | Jegyzőkönyv    | Jegyzőkönyv                      | Jegyzőkönyv   | Jegyzőkönyv                                |
| --- | -------------- | -------------------------------- | ------------- | ------------------------------------------ |
| | Roberto Luongo | Kapusok                          | Thomas Greiss | Játékvezetők: Jyri Rönn Christopher Rooney |
| \| Thornton (Heatley, Keith) – 10:13 \| 1–0 \| \| \| Weber (Richards) – 22:32 \| 2–0 \| \| \| Iginla (Doughty, Staal) (PP) – 23:41 \| 3–0 \| \| \| Iginla (Staal, Boyle) – 28:50 \| 4–0 \| \| \| \| 4–1 \| 36:34 – Goc (Schmidt, Müller) \| \| Crosby (Staal, Keith) – 41:10 \| 5–1 \| \| \| Richards (Morrow, Toews) – 46:41 \| 6–1 \| \| \| Niedermayer – 51:22 \| 7–1 \| \| \| Nash (Pronger) – 56:28 \| 8–1 \| \| \| \| 8–2 \| 58:58 – Klinge (Müller, Hospelt) \| |                |                                  |               | Játékvezetők: Jyri Rönn Christopher Rooney |
| 6 perc | Büntetések     | 4 perc                           |               | Játékvezetők: Jyri Rönn Christopher Rooney |
| 39 | Lövések        | 23                               |               | Játékvezetők: Jyri Rönn Christopher Rooney |
| Thornton (Heatley, Keith) – 10:13 | 1–0            |                                  |               | Játékvezetők: Jyri Rönn Christopher Rooney |
| Weber (Richards) – 22:32 | 2–0            |                                  |               | Játékvezetők: Jyri Rönn Christopher Rooney |
| Iginla (Doughty, Staal) (PP) – 23:41 | 3–0            |                                  |               | Játékvezetők: Jyri Rönn Christopher Rooney |
| Iginla (Staal, Boyle) – 28:50 | 4–0            |                                  |               |                                            |
| | 4–1            | 36:34 – Goc (Schmidt, Müller)    |               |                                            |
| Crosby (Staal, Keith) – 41:10 | 5–1            |                                  |               |                                            |
| Richards (Morrow, Toews) – 46:41 | 6–1            |                                  |               |                                            |
| Niedermayer – 51:22 | 7–1            |                                  |               |                                            |
| Nash (Pronger) – 56:28 | 8–1            |                                  |               |                                            |
| | 8–2            | 58:58 – Klinge (Müller, Hospelt) |               |                                            |

| Csapat            | Helyezés |
| ----------------- | -------- |
| Németország (GER) | 11.      |

## Műkorcsolya
| Versenyző                       | Versenyszám  | Rövid program | Rövid program | Kűr    | Kűr   | Összesítés | Összesítés |
| Versenyző                       | Versenyszám  | Pont          | Hely.         | Pont   | Hely. | Pont       | Helyezés   |
| ------------------------------- | ------------ | ------------- | ------------- | ------ | ----- | ---------- | ---------- |
| Stefan Lindemann                | Férfi egyéni | 68,50         | 17.           | 103,48 | 23.   | 171,98     | 22.        |
| Sarah Hecken                    | Női egyéni   | 49,04         | 23.           | 94,90  | 15.   | 143,94     | 18.        |
| Aljona Savchenko Robin Szolkowy | Páros        | 75,96         | 2.            | 134,64 | 3.    | 210,60     |            |
| Maylin Hausch Daniel Wende      | Páros        | 45,46         | 17.           | 93,28  | 15.   | 138,74     | 17.        |

| Versenyző                     | Versenyszám | Kötelező tánc | Kötelező tánc | Eredeti (original) tánc | Eredeti (original) tánc | Kűr   | Kűr   | Összesítés | Összesítés |
| Versenyző                     | Versenyszám | Pont          | Hely.         | Pont                    | Hely.                   | Pont  | Hely. | Pont       | Helyezés   |
| ----------------------------- | ----------- | ------------- | ------------- | ----------------------- | ----------------------- | ----- | ----- | ---------- | ---------- |
| Christina Beier William Beier | Jégtánc     | 30,31         | 16.           | 46,42                   | 18.                     | 72,91 | 18.   | 149,64     | 18.        |

## Rövidpályás gyorskorcsolya
Férfi
| Versenyző                                                | Versenyszám  | Előfutam | Előfutam | Negyeddöntő | Negyeddöntő | Elődöntő | Elődöntő | B döntő  | B döntő | Döntő   | Döntő   | Helyezés |
| Versenyző                                                | Versenyszám  | Idő      | Hely.    | Idő         | Hely.       | Idő      | Hely.    | Idő      | Hely.   | Idő     | Hely.   | Helyezés |
| -------------------------------------------------------- | ------------ | -------- | -------- | ----------- | ----------- | -------- | -------- | -------- | ------- | ------- | ------- | -------- |
| Tyson Heung                                              | 500 m        | 41,835   | 2.       | 48,554      | 3.          | 41,455   | 3.       | 42,307   | 2.      |         |         | 5.       |
| Tyson Heung                                              | 1000 m       | 1:25,938 | 2.       | 1:26,098    | 4.          | kiesett  | kiesett  | kiesett  | kiesett | kiesett | kiesett | 13.      |
| Tyson Heung                                              | 1500 m       |          |          | 2:14,461    | 4.          | kiesett  | kiesett  | kiesett  | kiesett | kiesett | kiesett | 23.      |
| Robert Seifert                                           | 500 m        | 42,181   | 4.       | kiesett     | kiesett     | kiesett  | kiesett  | kiesett  | kiesett | kiesett | kiesett | 18.      |
| Paul Herrmann                                            | 1000 m       | 1:26,739 | 3.       | kiesett     | kiesett     | kiesett  | kiesett  | kiesett  | kiesett | kiesett | kiesett | 22.      |
| Paul Herrmann                                            | 1500 m       |          |          | 2:16,782    | 6.          | kiesett  | kiesett  | kiesett  | kiesett | kiesett | kiesett | 32.      |
| Sebastian Praus                                          | 1500 m       |          |          | 2:17,058    | 3.          | 2:16,240 | 3.       | 2:20,374 | 5.      |         |         | 11.      |
| Robert Becker Tyson Heung Sebastian Praus Robert Seifert | 5000 m váltó |          |          |             |             | 6:47,289 | 3.       | 6:50,119 | 2.      |         |         | 7.       |

Női
| Versenyző  | Versenyszám | Előfutam | Előfutam | Negyeddöntő | Negyeddöntő | Elődöntő | Elődöntő | B döntő | B döntő | Döntő   | Döntő   | Helyezés |
| Versenyző  | Versenyszám | Idő      | Hely.    | Idő         | Hely.       | Idő      | Hely.    | Idő     | Hely.   | Idő     | Hely.   | Helyezés |
| ---------- | ----------- | -------- | -------- | ----------- | ----------- | -------- | -------- | ------- | ------- | ------- | ------- | -------- |
| Aika Klein | 500 m       | 45,186   | 4.       | kiesett     | kiesett     | kiesett  | kiesett  | kiesett | kiesett | kiesett | kiesett | 28.      |
| Aika Klein | 1000 m      | 1:58,857 | 3.       | 1:51,552    | 4.          | kiesett  | kiesett  | kiesett | kiesett | kiesett | kiesett | 16.      |
| Aika Klein | 1500 m      |          |          | kizárták    | kizárták    | kiesett  | kiesett  | kiesett | kiesett | kiesett | kiesett | kiesett  |

## Síakrobatika
Krossz
| Versenyző     | Versenyszám | Selejtező | Selejtező | Nyolcaddöntő | Negyeddöntő | Elődöntő | Döntő   | Helyezés |
| Versenyző     | Versenyszám | Idő       | Hely.     | Nyolcaddöntő | Negyeddöntő | Elődöntő | Döntő   | Helyezés |
| ------------- | ----------- | --------- | --------- | ------------ | ----------- | -------- | ------- | -------- |
| Martin Fiala  | Férfi       | 1:15,88   | 29.       | 3.           | kiesett     | kiesett  | kiesett | 31.      |
| Simon Stickl  | Férfi       | 1:13,49   | 8.        | 3.           | kiesett     | kiesett  | kiesett | 19.      |
| Julia Manhard | Női         | 1:21,10   | 24.       | 3.           | kiesett     | kiesett  | kiesett | 25.      |
| Anna Wörner   | Női         | 1:18,45   | 7.        | 4.           | kiesett     | kiesett  | kiesett | 17.      |
| Heidi Zacher  | Női         | 1:20,35   | 19.       | 4.           | kiesett     | kiesett  | kiesett | 20.      |

## Sífutás
Férfi
| Versenyző                                                    | Versenyszám     | Selejtező | Selejtező | Negyeddöntő | Negyeddöntő | Elődöntő | Elődöntő | Döntő     | Döntő    |
| Versenyző                                                    | Versenyszám     | Idő       | Hely.     | Idő         | Hely.       | Idő      | Hely.    | Idő       | Helyezés |
| ------------------------------------------------------------ | --------------- | --------- | --------- | ----------- | ----------- | -------- | -------- | --------- | -------- |
| Tobias Angerer                                               | 15 km           |           |           |             |             |          |          | 34:28,5   | 7.       |
| Tobias Angerer                                               | 30 km           |           |           |             |             |          |          | 1:15:13,5 |          |
| Tobias Angerer                                               | 50 km           |           |           |             |             |          |          | 2:05:37,0 | 4.       |
| Jens Filbrich                                                | 30 km           |           |           |             |             |          |          | 1:15:25,0 | 6.       |
| Tom Reichelt                                                 | 15 km           |           |           |             |             |          |          | 35:50,4   | 46.      |
| Tom Reichelt                                                 | 30 km           |           |           |             |             |          |          | 1:21:13,2 | 35.      |
| René Sommerfeldt                                             | 15 km           |           |           |             |             |          |          | 35:31,3   | 36.      |
| René Sommerfeldt                                             | 30 km           |           |           |             |             |          |          | 1:17:11,9 | 21.      |
| René Sommerfeldt                                             | 50 km           |           |           |             |             |          |          | 2:06:52,5 | 21.      |
| Axel Teichmann                                               | 15 km           |           |           |             |             |          |          | 35:47,0   | 44.      |
| Axel Teichmann                                               | 50 km           |           |           |             |             |          |          | 2:05:35,8 |          |
| Tim Tscharnke                                                | Sprint          | 3:42,03   | 33.       | kiesett     | kiesett     | kiesett  | kiesett  | kiesett   | 33.      |
| Josef Wenzl                                                  | Sprint          | 3:41,88   | 31.*      | kiesett     | kiesett     | kiesett  | kiesett  | kiesett   | 31.*     |
| Josef Wenzl                                                  | 50 km           |           |           |             |             |          |          | 2:06:07,8 | 16.      |
| Tim Tscharnke Axel Teichmann                                 | Csapatsprint    | 18:48,9   | 3. D      |             |             |          |          | 19:02,3   |          |
| Jens Filbrich Axel Teichmann René Sommerfeldt Tobias Angerer | 4 × 10 km váltó |           |           |             |             |          |          | 1:45:49,4 | 6.       |

Női
| Versenyző                                                           | Versenyszám    | Selejtező | Selejtező | Negyeddöntő | Negyeddöntő | Elődöntő | Elődöntő | Döntő     | Döntő    |
| Versenyző                                                           | Versenyszám    | Idő       | Hely.     | Idő         | Hely.       | Idő      | Hely.    | Idő       | Helyezés |
| ------------------------------------------------------------------- | -------------- | --------- | --------- | ----------- | ----------- | -------- | -------- | --------- | -------- |
| Stefanie Böhler                                                     | 10 km          |           |           |             |             |          |          | 26:19,2   | 23.      |
| Stefanie Böhler                                                     | 15 km          |           |           |             |             |          |          | 43:17,9   | 35.      |
| Stefanie Böhler                                                     | 30 km          |           |           |             |             |          |          | 1:34:08,7 | 17.      |
| Nicole Fessel                                                       | Sprint         | 3:44,79   | 9.        | 3:41,2      | 4.          | kiesett  | kiesett  | kiesett   | 17.      |
| Nicole Fessel                                                       | 15 km          |           |           |             |             |          |          | 42:25,1   | 22.      |
| Miriam Gössner                                                      | 10 km          |           |           |             |             |          |          | 26:14,8   | 21.      |
| Hanna Kolb                                                          | Sprint         | 3:50,29   | 29.       | 3:41,6      | 5.          | kiesett  | kiesett  | kiesett   | 25.      |
| Claudia Nystad                                                      | 10 km          |           |           |             |             |          |          | 25:59,8   | 16.      |
| Evi Sachenbacher-Stehle                                             | 10 km          |           |           |             |             |          |          | 25:57,7   | 12.*     |
| Evi Sachenbacher-Stehle                                             | 15 km          |           |           |             |             |          |          | 41:37,9   | 11.      |
| Evi Sachenbacher-Stehle                                             | 30 km          |           |           |             |             |          |          | 1:31:52,9 | 4.       |
| Katrin Zeller                                                       | Sprint         | 3:48,63   | 24.       | 3:43,0      | 3.          | kiesett  | kiesett  | kiesett   | 14.      |
| Katrin Zeller                                                       | 15 km          |           |           |             |             |          |          | 42:26,9   | 24.      |
| Katrin Zeller                                                       | 30 km          |           |           |             |             |          |          | 1:34:18,1 | 19.      |
| Evi Sachenbacher-Stehle Claudia Nystad                              | Csapatsprint   | 18:43,5   | 3. D      |             |             |          |          | 18:03,7   |          |
| Katrin Zeller Evi Sachenbacher-Stehle Miriam Gössner Claudia Nystad | 4 × 5 km váltó |           |           |             |             |          |          | 55:44,1   |          |

* - egy másik versenyzővel azonos eredményt ért el

## Síugrás
| Versenyző                                                    | Versenyszám | Selejtező | Selejtező | 1. ugrás | 1. ugrás | 2. ugrás | 2. ugrás | Összesítés | Összesítés |
| Versenyző                                                    | Versenyszám | Pont      | Hely.     | Pont     | Hely.    | Pont     | Hely.    | Pont       | Helyezés   |
| ------------------------------------------------------------ | ----------- | --------- | --------- | -------- | -------- | -------- | -------- | ---------- | ---------- |
| Pascal Bodmer                                                | Normálsánc  | 123,5     | 18.*      | 112,5    | 31.*     | kiesett  | kiesett  | kiesett    | kiesett    |
| Michael Neumayer                                             | Normálsánc  | 135,0     | 3.        | 125,0    | 10.*     | 122,0    | 19.*     | 247,0      | 16.        |
| Michael Neumayer                                             | Nagysánc    | 129,3     | 12.       | 122,5    | 8.       | 123,0    | 9.       | 245,5      | 6.         |
| Martin Schmitt                                               | Normálsánc  | 132,5     | 9.        | 123,0    | 16.      | 133,0    | 7.       | 256,0      | 10.        |
| Martin Schmitt                                               | Nagysánc    | 118,9     | 25.       | 108,0    | 18.*     | 74,4     | 29.      | 182,4      | 30.        |
| Michael Uhrmann                                              | Normálsánc  | 138,5     | 1.        | 133,0    | 2.       | 129,5    | 10.      | 262,5      | 5.         |
| Michael Uhrmann                                              | Nagysánc    |           |           | 108,0    | 18.*     | 94,7     | 27.      | 202,7      | 25.        |
| Michael Neumayer Andreas Wank Martin Schmitt Michael Uhrmann | Csapat      |           |           | 509,3    | 2.       | 526,5    | 2.       | 1035,8     |            |

* - egy másik versenyzővel azonos eredményt ért el

## Snowboard
Halfpipe
| Versenyző          | Versenyszám | Selejtező  | Selejtező  | Selejtező | Elődöntő   | Elődöntő   | Elődöntő | Döntő      | Döntő      | Helyezés |
| Versenyző          | Versenyszám | 1. forduló | 2. forduló | Hely.     | 1. forduló | 2. forduló | Hely.    | 1. forduló | 2. forduló | Helyezés |
| ------------------ | ----------- | ---------- | ---------- | --------- | ---------- | ---------- | -------- | ---------- | ---------- | -------- |
| Christophe Schmidt | Férfi       | 9,8        | 32,3       | 11.       | kiesett    | kiesett    | kiesett  | kiesett    | kiesett    | 20.      |

Parallel giant slalom
| Versenyző        | Versenyszám | Selejtező | Selejtező | Nyolcaddöntő                             | Negyeddöntő                           | Elődöntő                                              | Döntő                                                 | Helyezés |
| Versenyző        | Versenyszám | Idő       | Hely.     | Ellenfél Eredmény                        | Ellenfél Eredmény                     | Ellenfél Eredmény                                     | Ellenfél Eredmény                                     | Helyezés |
| ---------------- | ----------- | --------- | --------- | ---------------------------------------- | ------------------------------------- | ----------------------------------------------------- | ----------------------------------------------------- | -------- |
| Patrick Bussler  | Férfi       | 1:18,49   | 14.       | S. Schoch (SUI) · +22,06                 | kiesett                               | kiesett                                               | kiesett                                               | 16.      |
| Selina Jörg      | Női         | 1:24,63   | 14.       | Doris Günther (AUT) · -0,41              | Ina Meschik (AUT) · -0,08             | Nicolien Sauerbreij (NED) · nem ért célba             | Bronzmérkőzés · Marion Kreiner (AUT) · +2,29          | 4.       |
| Anke Karstens    | Női         | 1:23,90   | 8.        | Alexa Loo (CAN) · -0,01                  | Marion Kreiner (AUT) · +8,34          | 5–8. helyért · Amelie Kober (GER) · nem állt rajthoz  | 5. helyért · Ina Meschik (AUT) · -0,64                | 5.       |
| Amelie Kober     | Női         | 1:24,59   | 12.       | Jekatyerina Tugyegeseva (RUS) · kizárták | Jekatyerina Iljuhina (RUS) · kizárták | 5–8. helyért · Anke Karstens (GER) · nem állt rajthoz | 7. helyért · Claudia Riegler (AUT) · nem állt rajthoz | 8.       |
| Isabella Laboeck | Női         | 1:24,96   | 15.       | Nicolien Sauerbreij (NED) · +17,98       | kiesett                               | kiesett                                               | kiesett                                               | 15.      |

Snowboard cross
| Versenyző        | Versenyszám | Selejtező | Selejtező | Nyolcaddöntő | Negyeddöntő | Elődöntő | Döntő       | Helyezés |
| Versenyző        | Versenyszám | Idő       | Hely.     | Helyezés     | Helyezés    | Helyezés | Helyezés    | Helyezés |
| ---------------- | ----------- | --------- | --------- | ------------ | ----------- | -------- | ----------- | -------- |
| David Speiser    | Férfi       | 1:23,92   | 26.       | 2.           | 2.          | 4.       | Kisdöntő 4. | 8.       |
| Konstantin Schad | Férfi       | 1:26,69   | 33.       | kiesett      | kiesett     | kiesett  | kiesett     | 33.      |

## Szánkó
| Versenyző                         | Versenyszám | 1. futam | 1. futam | 2. futam | 2. futam | 3. futam | 3. futam | 4. futam | 4. futam | Összesítés | Összesítés |
| Versenyző                         | Versenyszám | Idő      | Hely.    | Idő      | Hely.    | Idő      | Hely.    | Idő      | Hely.    | Idő        | Helyezés   |
| --------------------------------- | ----------- | -------- | -------- | -------- | -------- | -------- | -------- | -------- | -------- | ---------- | ---------- |
| Andi Langenhan                    | Férfi egyes | 48,629   | 6.       | 48,658   | 5.       | 48,869   | 4.       | 48,473   | 6.       | 3:14,629   | 5.         |
| Felix Loch                        | Férfi egyes | 48,168   | 1.       | 48,402   | 1.       | 48,344   | 1.       | 48,330   | 2.       | 3:13,085   |            |
| David Möller                      | Férfi egyes | 48,341   | 2.       | 48,511   | 2.       | 48,582   | 2.       | 48,171   | 1.       | 3:13,764   |            |
| Natalie Geisenberger              | Női egyes   | 41,743   | 2.       | 41,657   | 4.       | 41,800   | 2.       | 41,901   | 7.       | 2:47,101   |            |
| Tatjana Hüfner                    | Női egyes   | 41,760   | 3.       | 41,481   | 1.       | 41,666   | 1.       | 41,617   | 1.       | 2:46,524   |            |
| Anke Wischnewski                  | Női egyes   | 41,785   | 5.       | 41,685   | 5.       | 41,894   | 4.       | 41,889   | 5.       | 2:47,253   | 5.         |
| Patric Leitner Alexander Resch    | Kettes      | 41,566   | 5.       | 41,474   | 2.       |          |          |          |          | 1:23,040   |            |
| André Florschütz Torsten Wustlich | Kettes      | 41,545   | 4.       | 41,645   | 5.       |          |          |          |          | 1:23,190   | 5.         |

## Szkeleton
| Versenyző          | Versenyszám | 1. futam | 1. futam | 2. futam | 2. futam | 3. futam | 3. futam | 4. futam | 4. futam | Összesítés | Összesítés |
| Versenyző          | Versenyszám | Idő      | Hely.    | Idő      | Hely.    | Idő      | Hely.    | Idő      | Hely.    | Idő        | Helyezés   |
| ------------------ | ----------- | -------- | -------- | -------- | -------- | -------- | -------- | -------- | -------- | ---------- | ---------- |
| Michi Halilovic    | Férfi       | 53,09    | 11.      | 53,87    | 19.      | 52,92    | 10.      | 53,24    | 15.      | 3:33,12    | 13.        |
| Frank Rommel       | Férfi       | 52,90    | 6.       | 53,25    | 12.      | 52,55    | 4.       | 52,70    | 5.*      | 3:31,40    | 7.         |
| Sandro Stielicke   | Férfi       | 53,18    | 13.      | 53,24    | 11.      | 52,64    | 7.       | 53,02    | 11.      | 3:32,08    | 10.        |
| Anja Huber         | Női         | 54,17    | 4.       | 54,21    | 4.*      | 54,10    | 8.       | 53,88    | 2.       | 3:36,36    |            |
| Kerstin Szymkowiak | Női         | 54,15    | 3.       | 54,11    | 1.       | 53,91    | 5.       | 54,03    | 5.       | 3:36,20    |            |
| Marion Trott       | Női         | 54,53    | 9.*      | 54,53    | 9.*      | 53,88    | 3.*      | 54,17    | 7.*      | 3:37,11    | 8.         |

* - egy másik versenyzővel azonos időt ért el